# Janja (Bijeljina)
Janja is een stadje in de gemeente Bijeljina in Bosnië en Herzegovina. Het is naast Kozarac en Kozluk een van de voorbeelden van succesvolle terugkeer van de oorspronkelijke bevolking na de Bosnische Burgeroorlog, die in 1995 eindigde.

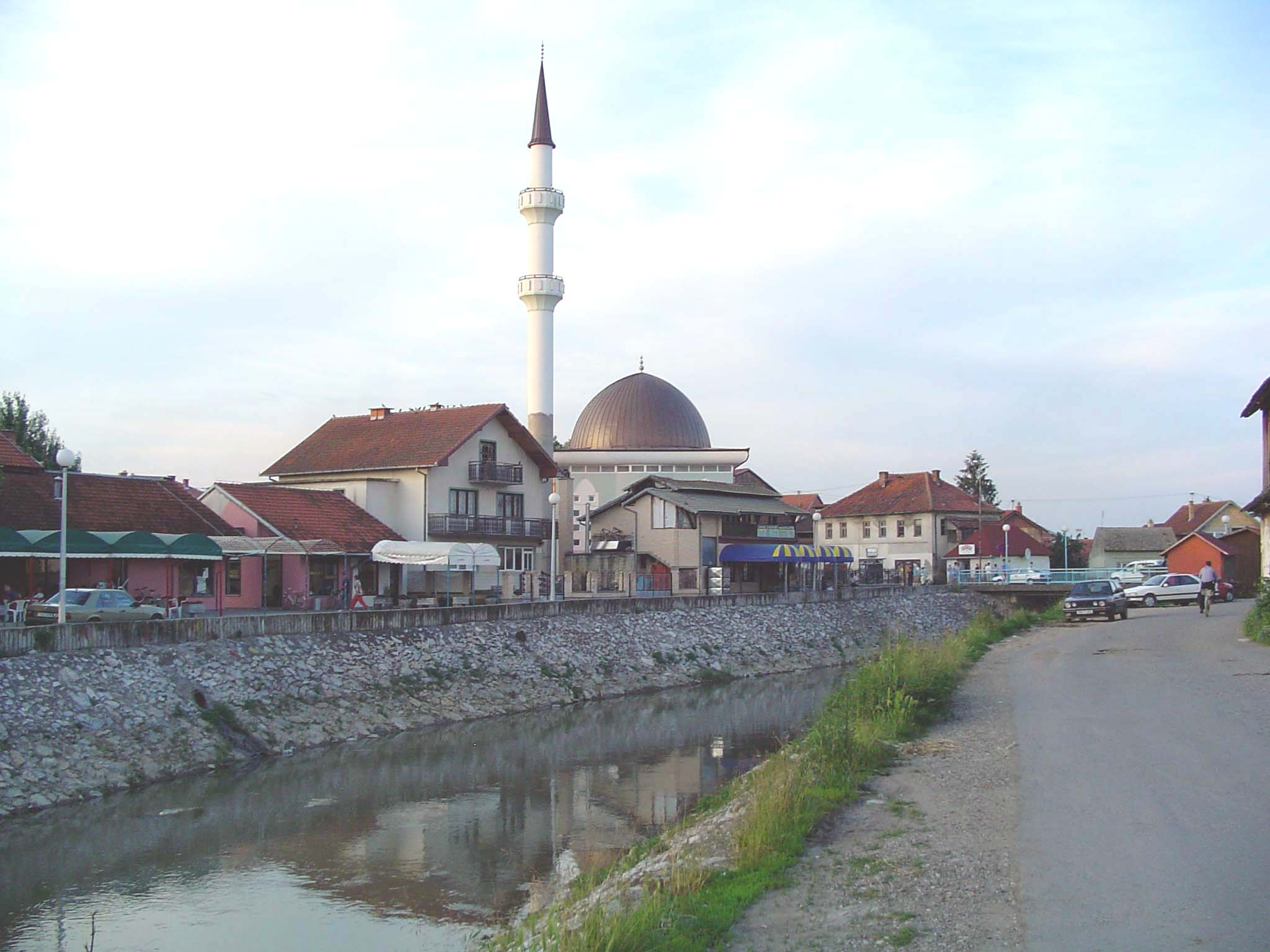
Centrum

## Geboren
- Husref Musemić (1961), Bosnisch voetballer en voetbalcoach